# Cộng hòa Xô viết Nhân dân Khorezm
Cộng hòa Xô viết Nhân dân Khorezm (Tiếng Uzbek: Xorazm Xalq Sho'ro Jumhuriyati; Tiếng Nga: Хорезмская Народная Советская Республика, Khorezmskaya Narodnaya Sovetskaya Respublika) là một nhà nước được thành lập trên cơ sở kế thừa lãnh thổ của Hãn quốc Khiva vào tháng 2 năm 1920, khi khả hãn cuối cùng thoái vị trước áp lực của dân chúng. Kurultay (hội đồng) đầu tiên của Khorezm được chính thức tuyên bố thành lập vào ngày 26 tháng 4 năm 1920. Đến ngày 20 tháng 10 năm 1923, Chính phủ Khorezm đã quyết định đổi quốc hiệu thành Cộng hòa Xô viết Xã hội chủ nghĩa Khorezm (Tiếng Nga: Хорезмская Социалистическая Советская Республика, Respublika Sovetskaya Sotsialisticheskaya Khorezmskaya).

## Thành lập

### Cuộc đảo chính năm 1918
Hãn quốc Khiva là một hãn quốc được thành lập năm 1511 bởi hãn Tích Ban - con trai thứ năm của Truật Xích, trưởng tử của đại hãn Mông Cổ Thành Cát Tư Hãn. Đến thế kỷ XIX, hãn quốc Khiva rơi vào cuộc chiến tranh dai dẳng với đế quốc Nga và kết cục Khiva trở thành một thuộc quốc được đế quốc Nga bảo hộ vào năm 1873. Năm 1917, cách mạng Tháng Hai bùng nổ ở Nga, dẫn đến sự sụp đổ của vương triều Romanov, Chính phủ Lâm thời Nga thành lập. Cuộc cách mạng đã có tác động đến Khiva, tuy nhiên Hãn Asfandiyarov tìm mọi cách ngăn chặn những ảnh hưởng từ bên ngoài. Trong khi đó tại Nga, sau cuộc cách mạng Tháng Mười, chính quyền thuộc về tay các xô viết được điều khiển bởi những người Bolshevik. Chính quyền Xô viết đã đề ra một loạt các cải cách, trong đó quan trọng nhất là Sắc lệnh ruộng đất.
Sự bảo thủ của Hãn Isfandiyar đã gây nên sự bất bình trong dân chúng. Mùa xuân năm 1918, bộ tộc Yomud của người Turkmen, lãnh đạo bởi Junaid-Khan đã tiến hành cuộc đảo chính quân sự, lật đổ hãn Asfandiyarov và đưa Sayid Abdullah lên ngôi hãn. Quyền lực thực tế nằm trong tay Junaid Khan, một người chống lại ảnh hưởng của những người Bolshevik. Chính quyền mới ở Khiva quyết định tiếp tục tiến hành lãnh đạo cuộc chiến chống lại nước Nga của những dân tộc phụ thuộc vùng Trung Á - Chiến tranh Basmachi (1914-1938) - dù cho nước Nga đang được lãnh đạo bởi bất kỳ chính quyền nào.

### Trận Petro-Alexandrovsk
Các hoạt động chuẩn bị chiến tranh của chính quyền Junaid-Khan ngày càng được gia tăng. Quân đội Hãn quốc Khiva bắt đầu áp sát pháo đài Petro-Alexandrovsk bên bờ sông Amu Darya, thuộc lãnh thổ nước Cộng hòa Xã hội chủ nghĩa Xô viết tự trị Turkestan bên trong nước Nga Xô viết. Để đối phó lại, chính quyền Turkestan đã chỉ đạo Hồng quân điều thêm một chiến hạm neo đậu trên sông Amu Darya. Đồng thời ra lệnh động viên những nam giới từ 16 đến 70 tuổi bổ sung tạm thời vào lực lượng Hồng quân Xô viết còn hạn chế ở khu vực pháo đài, vốn ban đầu chỉ có vỏn vẹn 80 binh lính canh giữ.
Cùng thời điểm này, Junaid Khan đã quyết định liên kết với quân đội Anh và quân đội của Chính phủ Lâm thời Transcaspian, một liên minh chống Xô viết của phái Xã hội Cách mạng và Menshevik Nga tại vùng Ashgabat. Ngày 20 tháng 9 năm 1918, quân Khiva tấn công Novourgench, bắt giữ hơn 50 gia đình người Nga. Phía Nga Xô viết đã gửi tối hậu thư buộc Junaid Khan trao trả những người bị bắt, tuy nhiên Junaid Khan chỉ thả người chứ không trao trả những tài sản cướp được.
Bên phía nước Nga Xô viết quyết định tăng cường sức mạnh của phái Bolshevik trong chính phủ Turkestan. Những tàn dư của phái xã hội cách mạng bị loại bỏ. Lực lượng Hồng quân đã thu hồi dân các khu vực bị Junaid Khan vây lấn. Cuối tháng 9, Junaid Khan bắt đầu tập hợp lực lượng nhằm chiếm pháo đài Petro-Alexandrovsk, bao gồm khoảng 10.000 binh lính với 300 quân Cossack làm nòng cốt, được chỉ huy bởi Koshmamed Khan, Ghulam Ali, Shamuradov-Bakhshi. Cuộc vây hãm diễn ra từ ngày 24 tháng 11 năm 1918 và kéo dài 11 ngày đêm. Lực lượng Hồng quân phòng thủ đã đánh bại liên tiếp 7 cuộc tấn công của quân Junaid Khan. Quân đội của Junaid Khan thất bại và trở nên hoảng loạn, nhanh chóng rút ra vòng ngoài và bỏ lại cả Shabbaza với tổn thất 1.700 lính. Chiến thắng của Hồng quân làm tăng sức ảnh hưởng của chính quyền Xô viết vào lãnh thổ Khiva. Trong khi đó, Junaid Khan tiếp tục thất bại trong cuộc tấn công Nukus.

### Cách mạng
Sau một loạt các thất bại, quân đội của Junaid Khan vẫn lén lút hoạt động quanh Nukus và Novo-Urgench. Tuy nhiên, những người Khiva đến Turkestan tỵ nạn ngày càng đông. Những người Bolshevik quyết định thành lập thêm các đơn vị mới, trong đó có các chiến binh người Khiva. Năm 1918, Đảng Cộng sản Khiva thành lập với 600 đảng viên, nhanh chóng hoạt động tuyên truyền trong dân chúng. Tháng 11 năm 1919, khi mâu thuẫn giữa người dân và chính quyền Junaid Khan lên đỉnh điểm, Đảng Cộng sản Khiva phát động một cuộc cách mạng nhằm lật đổ chính quyền Junaid Khan. Ban đầu lực lượng cách mạng gặp nhiều khó khăn và phải nhờ đến sự giúp đỡ của Hồng quân Xô viết. Ngày 25 tháng 12, Hồng quân bắt đầu vượt sông Amu Darya và tiến công Tân Urgench.
Ngày 29 tháng 2 năm 1920, quân đội của Junaid Khan hoàn toàn thất bại tại Batyr-Kent và tan rã tại khu vực sa mạc Karakum. Hãn Sayid Abdullah thoái vị ngày 2 tháng 2. Chính quyền chuyển giao cho Ủy ban Cách mạng do Chủ tịch Hoji Pahlavon Niyoz Yusuf đứng đầu. Chính quyền Cách mạng được thiết lập.

## Hoạt động
Tháng 3 năm 1920, Ủy ban Cách mạng Khiva giải thể và Chính phủ Lâm thời được thành lập do Jumaniyoz Sulton Muradoghli làm Chủ tịch (tương đương Thủ tướng) và tuyên bố thành lập nước Cộng hòa Xô viết Nhân dân Khorezm vào ngày 26 tháng 4. Đến ngày 30 tháng 4, Hội đồng Ủy viên Nhân dân được thành lập, do Hoji Pahlavon Niyoz Yusuf trở lại làm Chủ tịch Đoàn Chủ tịch.
Từ tháng 10 năm 1920, Chính phủ Cộng hòa Xô viết Nhân dân Khorezm phải đối phó với lực lượng chống đối của Junaid Khan. Sau thất bại ở Batyr-Kent, Junaid Khan đã tập hợp lại tàn quân đánh chiếm Kungrad và bao vây Nukus. Chính phủ Khorezm đã cố gắng tiến hành thương lượng với Junaid Khan về vấn đề hòa bình, nhưng bị cự tuyệt. Tháng 3 năm 1921, Qoch Qoroghli trở thành Chủ tịch Ủy ban Cách mạng Lâm thời Khorezm, chỉ huy đánh bại và đẩy lui Junaid Khan về sa mạc lần thứ hai. Năm 1923, Junaid Khan một lần nữa phát động nổi loạn với sự trợ giúp của những giáo sĩ Hồi giáo cùng lực lượng quân sự lên đến 9.000 quân. Năm 1924, Junaid Khan tiến công Hazarasp, bao vây thủ đô Khiva và New Urgench. Hồng quân đã đánh bật quân Junaid Khan, nhưng phải đến cuối năm 1924 mới có thể hoàn toàn đẩy lui mối đe dọa. Các cuộc chiến lẻ tẻ còn diễn ra tới năm 1938 khi Junaid Khan chết.
Tháng 7 năm 1923, Đại hội Đảng Cộng sản của Khorezm lần thứ 7 vạch ra một chương trình tiến lên chủ nghĩa xã hội. Đại hội Xô viết lần thứ 4 diễn ra từ ngày 17 đến 20 tháng 10 năm 1923 đã tuyên bố đổi quốc hiệu thành Cộng hòa Xô viết Xã hội chủ nghĩa Khorezm (HSSR) và thông qua một hiến pháp mới, củng cố tính pháp lý cho chế độ dân chủ nhân dân. Đại hội Xô viết lần thứ 5 diễn ra từ tháng 29 tháng 9 đến ngày 2 tháng 10 năm 1924. Trong đại hội này, dựa trên các quyền của các quốc gia dân tộc tự quyết và theo ý nguyện của người dân Khorezm, đã ra quyết định thành lập các nước Cộng hòa Xã hội chủ nghĩa Xô viết Uzbekistan, Cộng hòa Xã hội chủ nghĩa Xô viết Turkmenia và Cộng hòa Xã hội chủ nghĩa Xô Viết Tự trị Qaraqalpaq. Như vậy đông nghĩa với việc nước Cộng hòa Xô viết Xã hội chủ nghĩa Khorezm hoàn toàn bị giải thể.

## Lãnh đạo
| STT | Tên                           | Bắt đầu           | Kết thúc          | Chức vụ                                                                             |
| 1   | Hoji Pahlavon Niyoz Yusuf     | 2 tháng 2, 1920   | Tháng 3, 1920     | Chủ tịch Ủy ban Cách mạng                                                           |
| 2   | Jumaniyoz Sulton Muradoghli   | Tháng 3, 1920     | 30 tháng 4, 1920  | Chủ tịch Chính phủ Lâm thời                                                         |
| 3   | Hoji Pahlavon Niyoz Yusuf     | 30 tháng 4, 1920  | 6 tháng 3, 1921   | Chủ tịch Đoàn Chủ tịch Hội đồng Ủy viên Nhân dân                                    |
| 4   | Qoch Qoroghli                 | 6 tháng 3, 1921   | 15 tháng 5, 1921  | Chủ tịch Đoàn Chủ tịch Hội đồng Ủy viên Nhân dân Chủ tịch Ủy ban Cách mạng Lâm thời |
| 5   | Khudoybergan Divanoghli       | 15 tháng 5, 1921  | 23 tháng 5, 1921  | Chủ tịch Đoàn Chủ tịch Hội đồng Ủy viên Nhân dân                                    |
| 6   | Mulla Nozir                   | 23 tháng 5, 1921  | Tháng 6, 1921     | Chủ tịch Đoàn Chủ tịch Ban chấp hành Trung ương                                     |
| 7   | Khudoybergan Divanoghli       | Tháng 6, 1921     | Tháng 10, 1921    | Chủ tịch Đoàn Chủ tịch Ban chấp hành Trung ương                                     |
| 8   | Ata Maqsum Madrahimoghli      | Tháng 10, 1921    | 27 tháng 11, 1921 | Chủ tịch Đoàn Chủ tịch Ban chấp hành Trung ương                                     |
| 9   | Jangibay Murodoghli           | 27 tháng 11, 1921 | 23 tháng 6, 1922  | Chủ tịch Đoàn Chủ tịch Ban chấp hành Trung ương                                     |
| 10  | Abdulla Abdurahmon Khojaoghli | 23 tháng 6, 1922  | 20 tháng 9, 1923  | Chủ tịch Đoàn Chủ tịch Ban chấp hành Trung ương                                     |
| 11  | Karim Safaroghli              | 20 tháng 9, 1923  | 1924              | Chủ tịch Đoàn Chủ tịch Ban chấp hành Trung ương                                     |
| 12  | Sultonkari Jumaniyoz          | 1924              | 1924              | Chủ tịch Đoàn Chủ tịch Ban chấp hành Trung ương                                     |
| 13  | Temurkhoja Yaminoghli         | 1924              | 17 tháng 2, 1924  | Chủ tịch Đoàn Chủ tịch Ban chấp hành Trung ương                                     |

## Địa lý
Cộng hòa Xô viết Nhân dân Khorezm giáp Cộng hòa Xã hội chủ nghĩa Xô viết tự trị Turkestan ở phía bắc và phía nam, giáp nước Cộng hòa Xô viết Nhân dân Bukhara về phía đông. Biên giới phía tây giáp với biển Aral và Cộng hòa Xã hội chủ nghĩa Xô viết tự trị Kirghizia (nằm ở phía tây Kazakhstan ngày nay). Diện tích nước Cộng hòa Xô viết Nhân dân Khorezm là 62.200 km2 (24.000 sqmi) và dân số hơn 600.000 người, chủ yếu là người Uzbek -62,5%, người Turk % -28,6, dân tộc Karakalpak % -3,0, và người Kazakh -3,5 %. Thủ đô nước Cộng hòa đặt tại Khiva.